# Isabelle White
Isabelle Mary Isabelle Mary White, nota anche come Belle White (Willesden, 1º settembre 1894 – Muswell Hill, 24 giugno 1972), è stata una tuffatrice britannica.

## Biografia
Ha vinto la medaglia di bronzo ai Giochi olimpici di Stoccolma 1912 nel concorso della piattaforma.

## Palmarès
- Giochi olimpici

Stoccolma 1912: bronzo nella piattaforma
- Campionati europei di nuoto

Bologna 1927: oro nella piattaforma